# 芹榄属
芹榄属（学名：Apiopetalum）为参棕科的一个属。

## 物种
本属包括以下物种：
- Apiopetalum glabratum Baill.
- Apiopetalum velutinum Baill.